# (5215) Tsurui
(5215) Tsurui (1991 AE) – planetoida z pasa głównego asteroid okrążająca Słońce w ciągu 4,4 lat w średniej odległości 2,68 j.a. Odkryta 9 stycznia 1991 roku.